# IC 1002
IC 1002 је спирална галаксија у сазвјежђу Дјевица која се налази на листи објеката дубоког неба у Индекс каталогу.
Деклинација објекта је + 5° 29' 9" а ректасцензија 14h 20m 42,3s. Привидна величина (магнитуда) објекта IC 1002 износи 14,2 а фотографска магнитуда 15,0. IC 1002 је још познат и под ознакама CGCG 47-15, PGC 51248.